# رود ساسکاچوان شمالی
رود ساسکاچوان شمالی از یخچالهای طبیعی در کوه‌های راکی در شرق کانادا سرچشمه گرفته و به ساسکاچوان سرازیر می‌شود. این رود یکی از رودهای تشکیل دهنده رود ساسکاچوان می‌باشد.

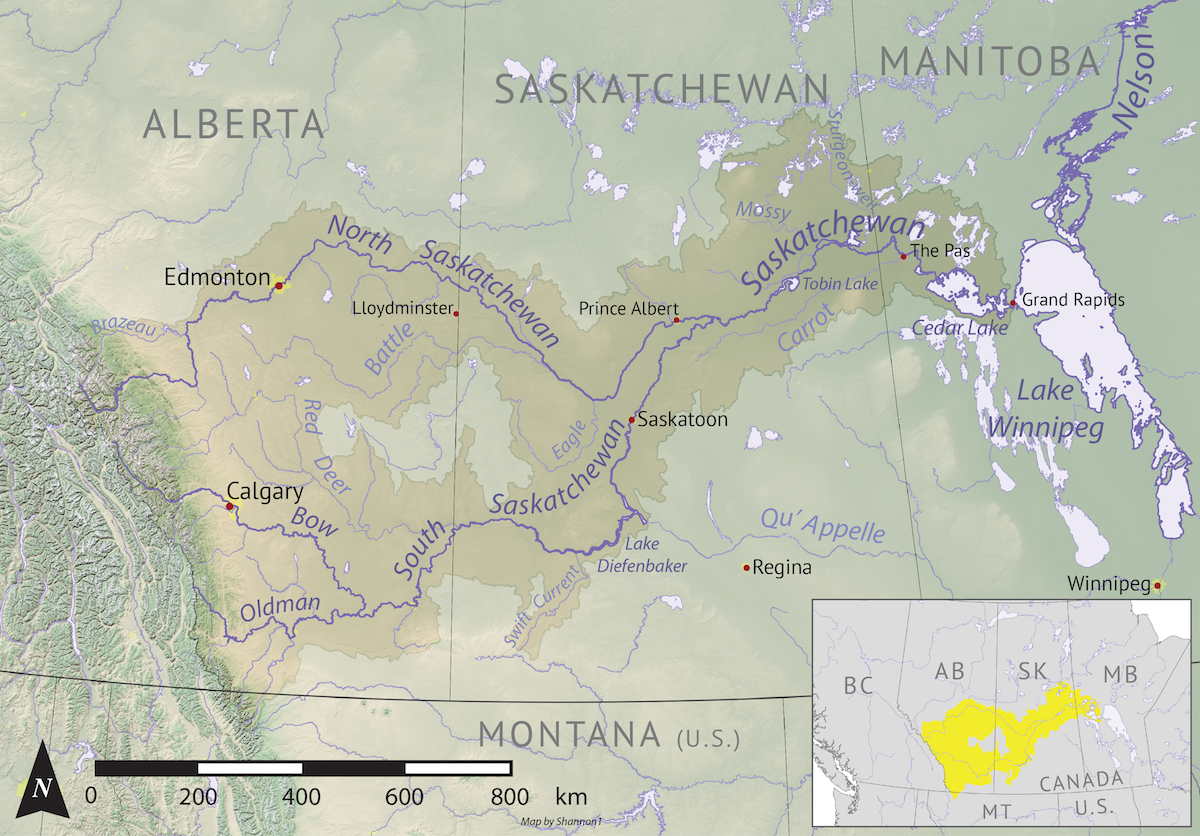
حوضه آبریز رود ساسکاچوان

## نگارخانه

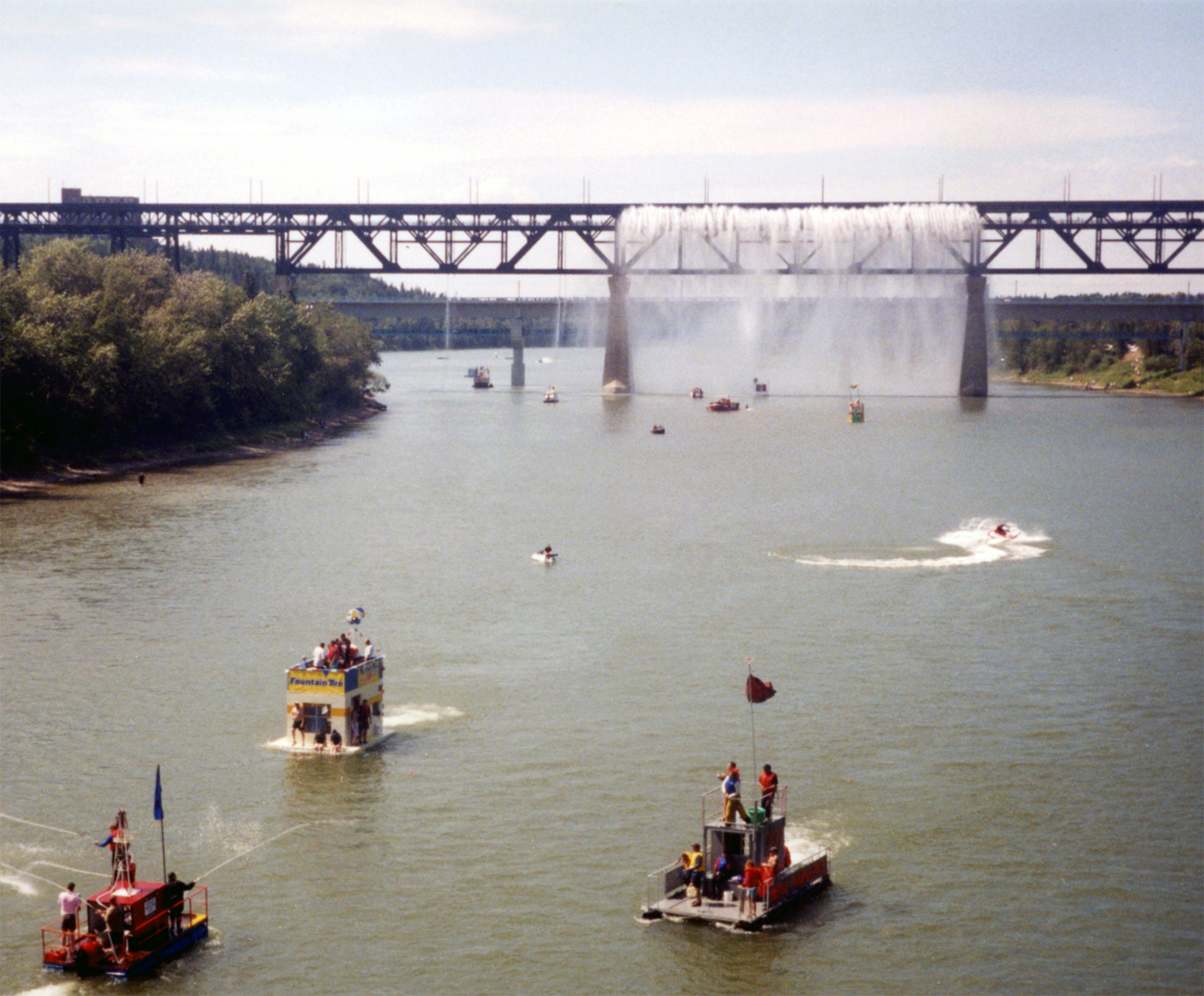
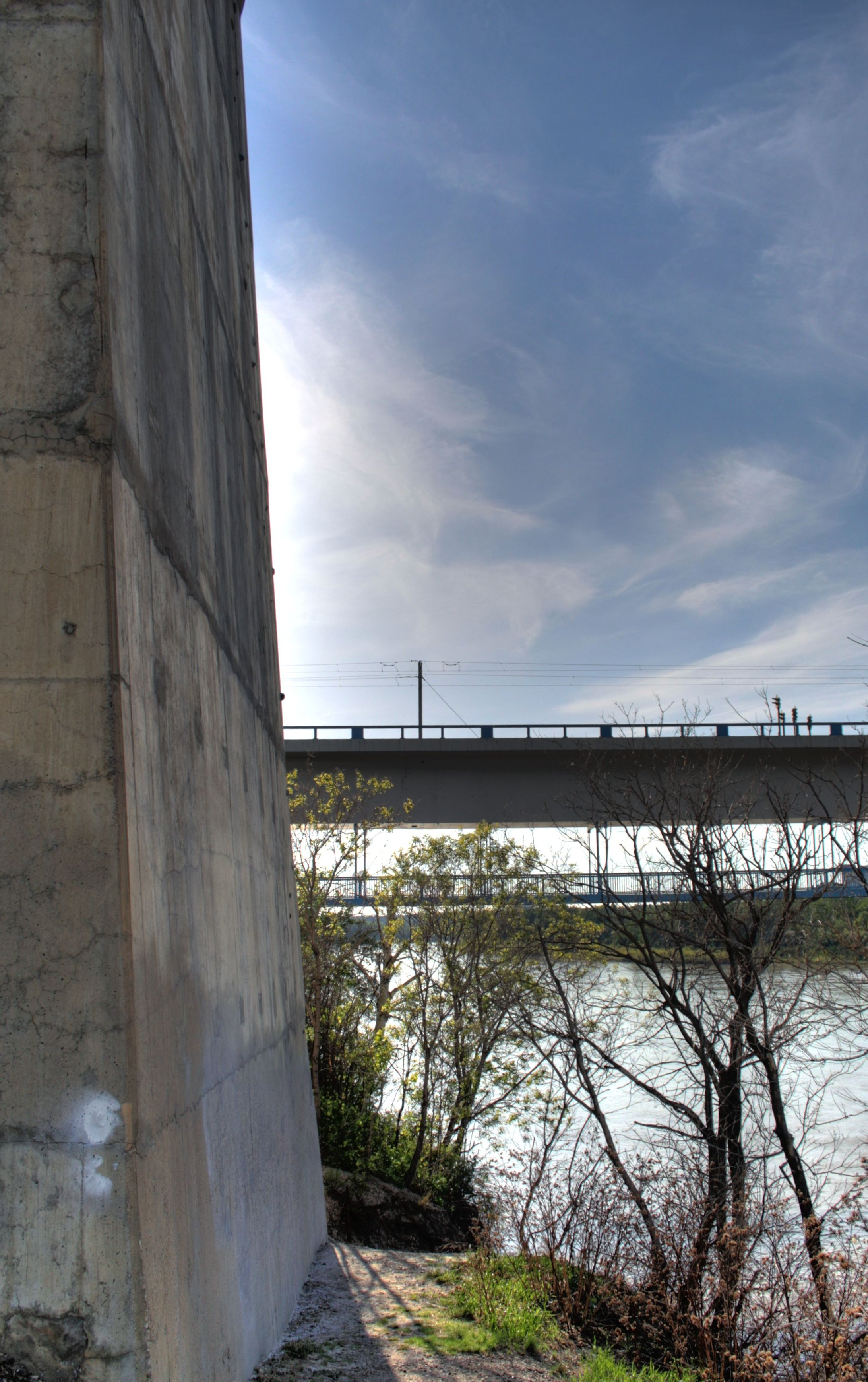
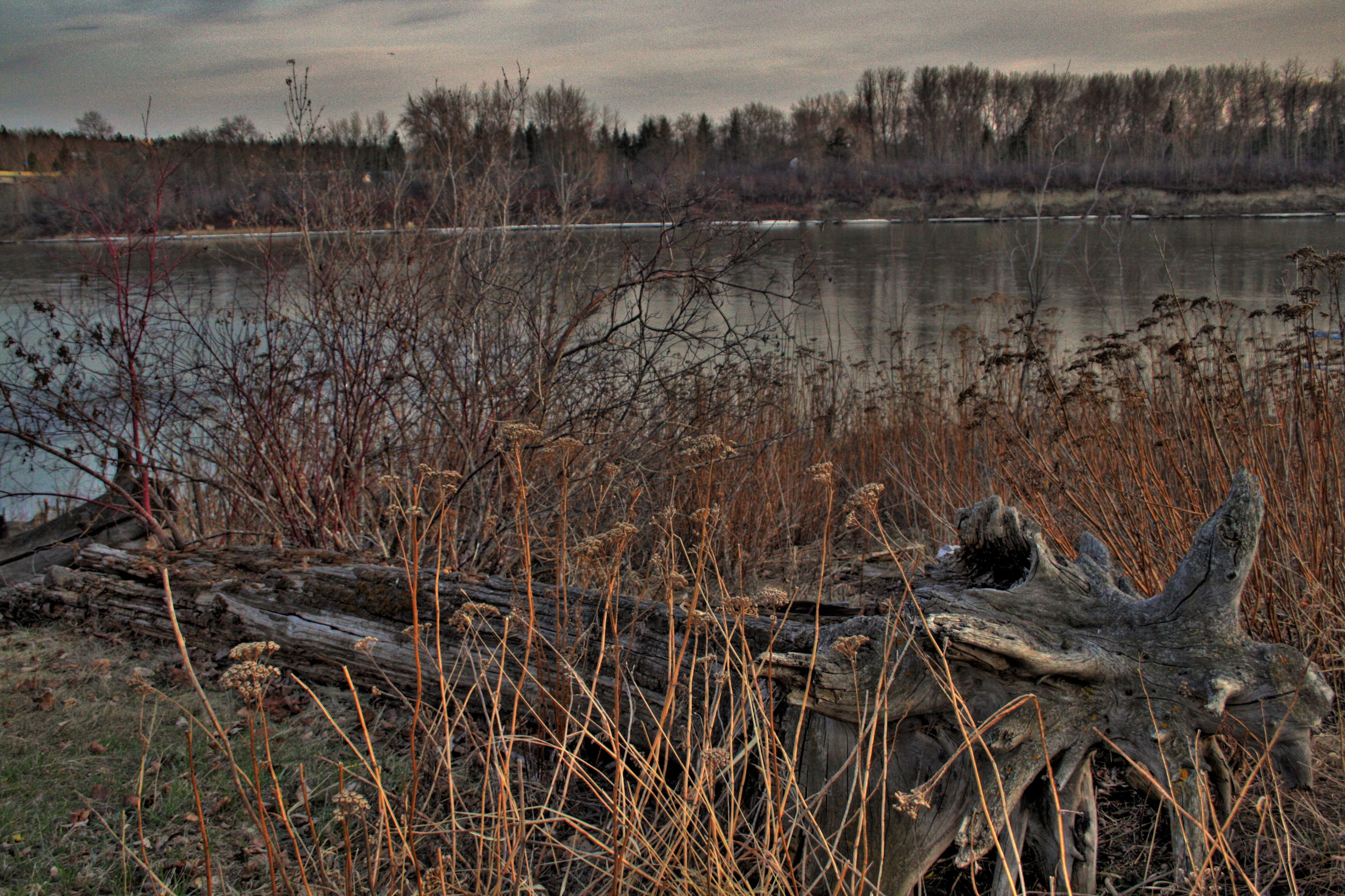
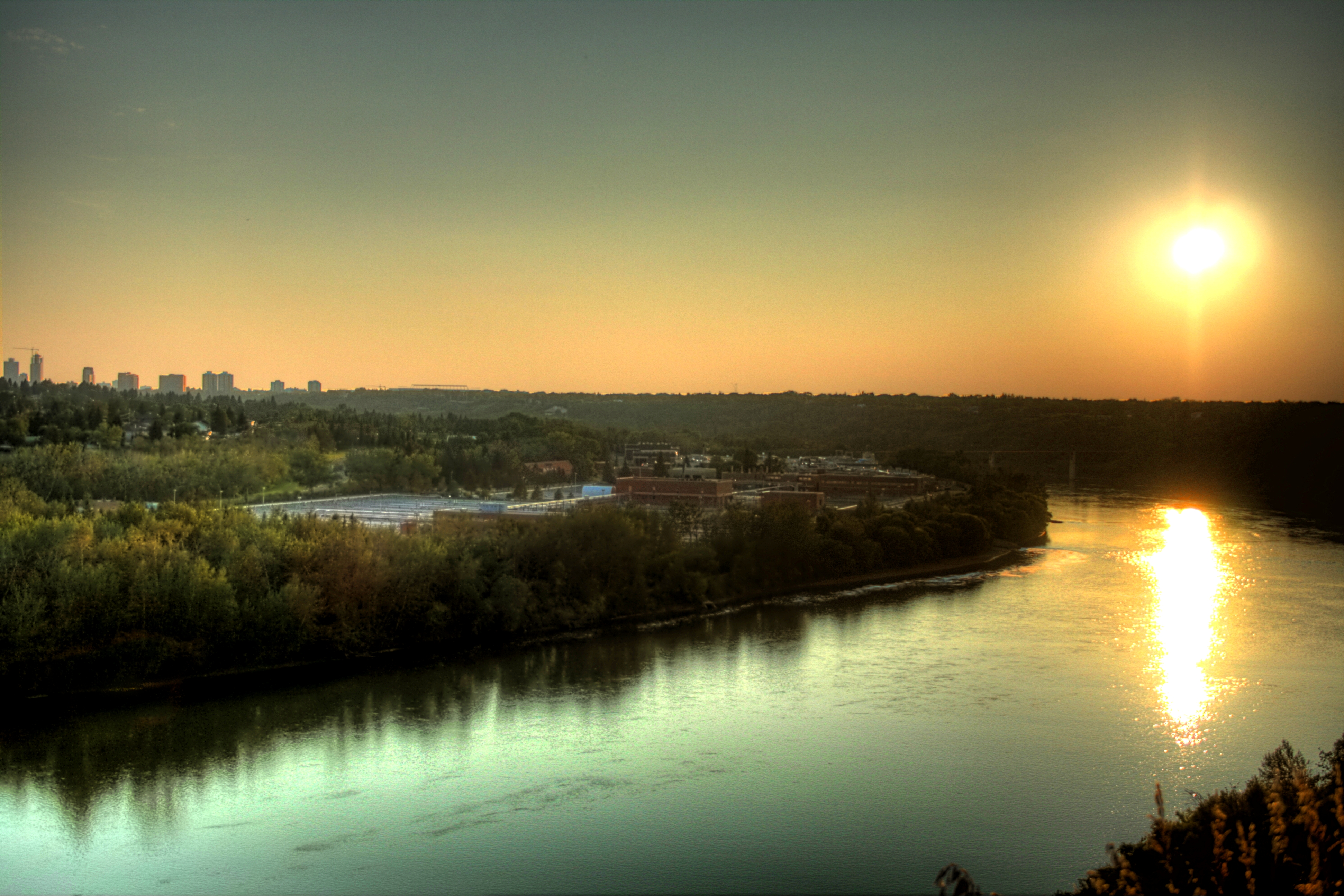
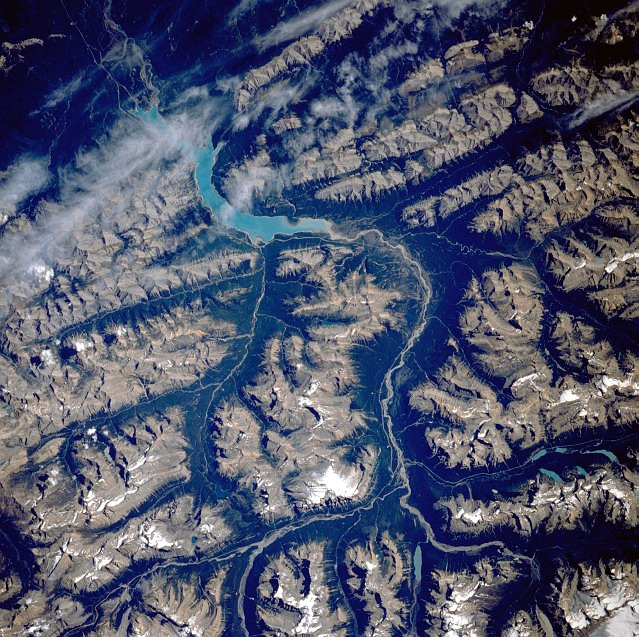
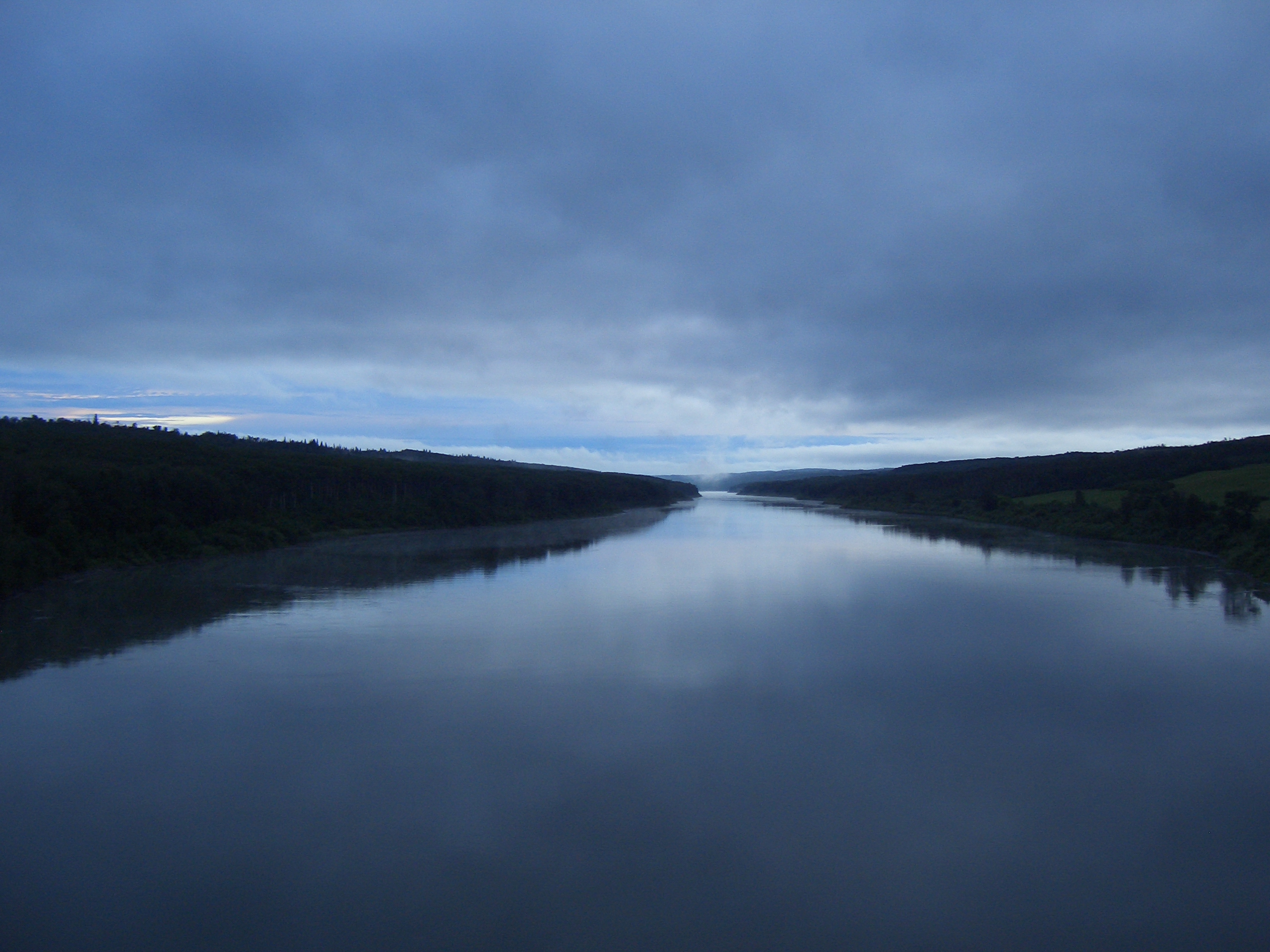